# Maison de l'architecte Jean Delhaye
La maison de l'architecte Jean Delhaye est une maison de rapport de style « Art nouveau » que le baron Edmond Van Eetvelde, secrétaire général de l'État du Congo,, fit construire à Bruxelles-ville par l'architecte Victor Horta à côté de l'Hôtel van Eetvelde et qui devint en 1958 l'habitation personnelle de l'architecte Jean Delhaye, collaborateur de Victor Horta devenu après la mort de ce dernier le grand défenseur de son œuvre.

## Localisation
La « Maison Delhaye » est située au numéro 2 de l'avenue Palmerston, juste à côté de l'Hôtel van Eetvelde (numéros 4-6), dans le « quartier des Squares » riche en réalisations des grands maîtres de l'Art nouveau bruxellois comme Victor Horta (Hôtel van Eetvelde, Hôtel Deprez-Van de Velde, Maison-atelier du sculpteur Pierre Braecke), Léon Govaerts (Hôtel Defize), Gustave Strauven (Maison Saint-Cyr, Maison Van Dyck, Maison Strauven), Victor Taelemans...

## Historique
C'est en 1899, soit trois ans après l'édification de l'Hôtel van Eetvelde, qu'Edmond van Eetvelde fit construire par Horta :
- une extension d'une travée immédiatement contiguë à l'Hôtel van Eetvelde, constituant son aile ouest et contenant un bureau d'apparat ouvrant sur le jardin d'hiver de l'Hôtel van Eetvelde[3]
- une maison de rapport destinée à la location[3],[1], située à l'angle de l'avenue Palmerston et du square Marie-Louise avec entrée distincte au numéro 2 de l'avenue Palmerston.

En 1920, après le décès de son épouse, le baron van Eetvelde fait réaménager sa demeure par l'architecte Arthur Verhelle en séparant l'annexe de 1899 (aile ouest) de l'hôtel et en l'intégrant à la maison de rapport.
En 1926, la maison de rapport est vendue à la famille Nicolaïdes-Hoffman, qui, dix ans plus tard, en 1936, veut la démolir et la remplacer par un immeuble à appartements de 43 mètres de haut mais « suite à une vague de protestations et à l'intervention du ministre des Travaux publics, la Ville de Bruxelles refuse d’accorder le permis de bâtir »,.
En 1937, les parents de l'architecte Jean Delhaye (un collaborateur de Victor Horta) acquièrent l'immeuble.
En 1938, Jean Delhaye introduit une demande de destruction pour construire un immeuble de neuf étages, mais cette demande reste sans suite,.
En 1957, le même Jean Delhaye introduit une dernière demande de destruction, pour construire un immeuble de six étages, avant de décider en 1958 de conserver la maison pour y installer sa famille et son bureau,.
La maison devient en 2006 la propriété de la Chambre d'économie de Croatie, qui la met en vente en 2020 pour la somme de 2,250 millions d'euros.
La Région bruxelloise acquiert le bâtiment en 2022 et contribue aux travaux de restauration pour un montant de plus d’un million d’euros. Elle y installe le Laboratoire Art nouveau (LAB·AN).

## Classement
« Dans les années 50 et 60, la bruxellisation sacrifie des dizaines d’œuvres architecturales dans la capitale. Le 2 de l'avenue Palmerston sera finalement épargné ». La maison est classée par arrêté royal du 21 juin 1971, soit cinq ans avant l'Hôtel van Eetvelde lui-même ! 
En 2000, l'Unesco l’inscrit dans sa liste du patrimoine mondial exceptionnel.

## Architecture

### Structure et matériaux
Architecturalement, la « Maison Delhaye », un bâtiment de 838 mètres carrés habitables, se distingue de l'Hôtel van Eetvelde par bien des aspects.
Alors que ce dernier présente une façade verticale et symétrique à la structure métallique combinant fer, verre et mosaïques, la Maison Delhaye présente une façade à dominante horizontale, asymétrique et édifiée en pierre de taille (pierre d'Euville et pierre de Savonnières sur un soubassement en pierre bleue).

### Baies et arcs
Une caractéristique souvent rencontrée chez Horta, et que l'on retrouve sur  la Maison Delhaye, est l'utilisation de baies surmontées d'arcs en anse de panier légèrement brisés. Une seule baie fait ici exception, celle située sous la terrasse.
Les baies situées au premier étage se distinguent des autres par leur décoration extrêmement soignée :
- appui de fenêtre orné d'un motif en forme de ruban
- piédroits ornés d'une moulure finement sculptée qui se détache progressivement de la façade
- sommiers de l'arc ornés de motifs sculptés typiquement Art nouveau
- extrados de l'arc orné d'un larmier en arc légèrement brisé

### Façade de l'avenue Palmerston

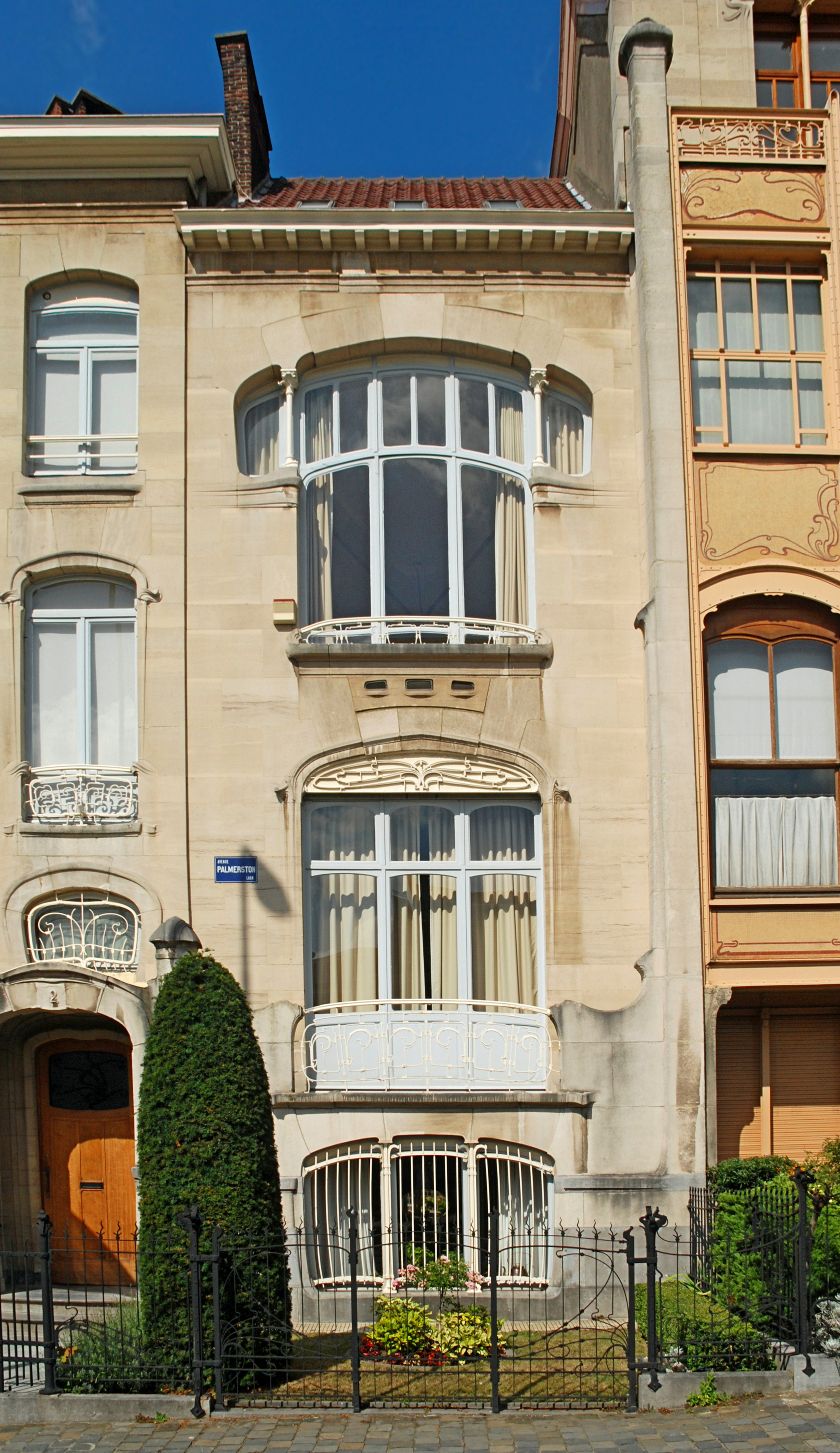
Façade de l'avenue Palmerston.

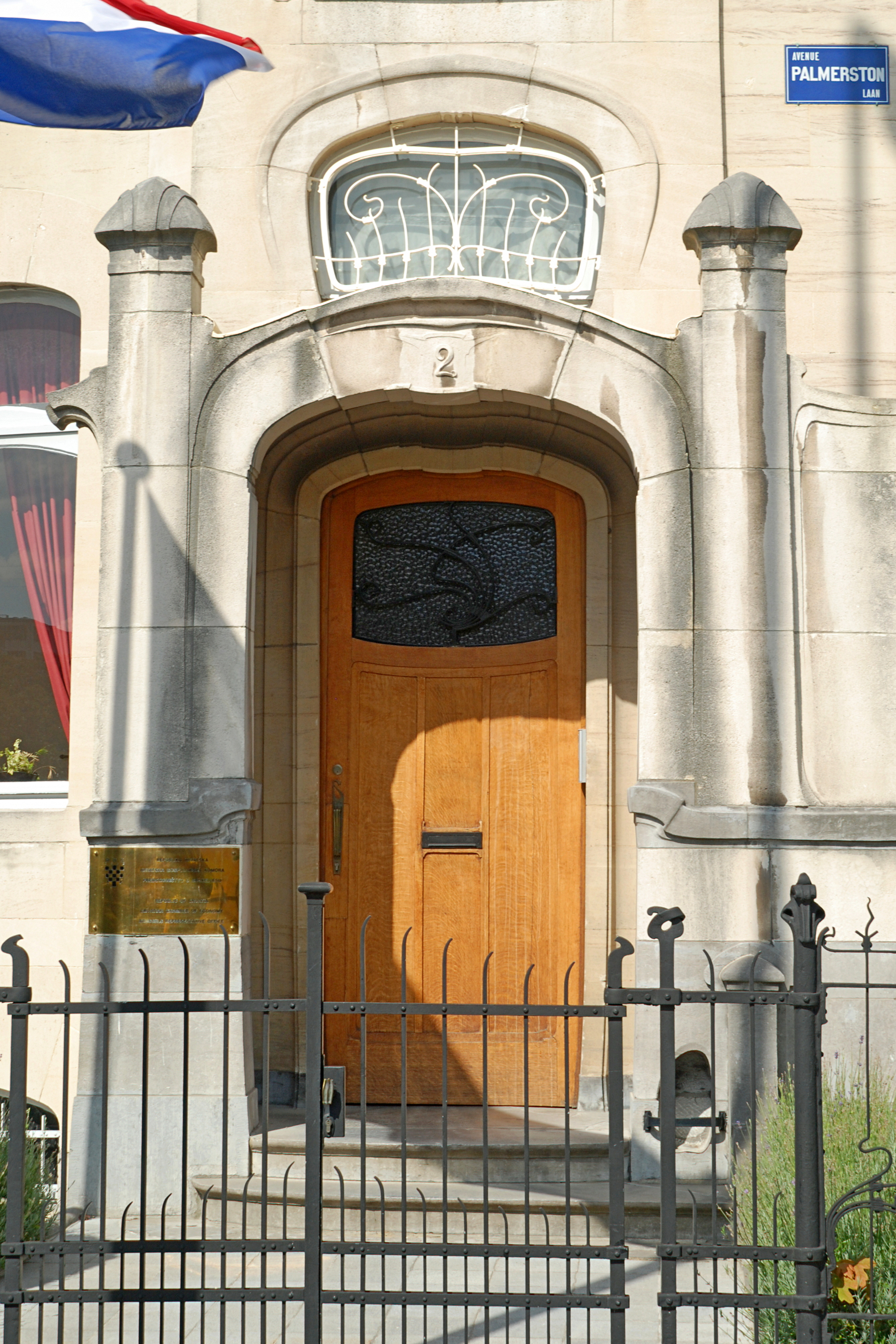
La porte d'entrée.

La façade de l'avenue Palmerston présente deux travées asymétriques : 
- une travée large à droite, qui fut l'annexe de l'Hôtel van Eetvelde (à ne pas confondre avec l'annexe du numéro 6)
- une travée plus étroite à gauche, qui fut la travée d'accès à la maison de rapport située sur l'angle.

#### Travée d'accès
La travée d'accès est percée au rez-de-chaussée d'une porte en bois massif ajourée, dont la fenêtre est protégée par une grille en fer forgée dont les motifs illustrent à la perfection la « ligne en coup de fouet » de Victor Horta.
Cette porte est abritée sous un porche en forte saillie encadré de deux piliers surmontés de pinacles coniques. Le porche est surmonté d'un arc en anse de panier légèrement brisé dont la clé porte le numéro de la maison.
Au-dessus de la porte, la façade présente un alignement de trois fenêtres de hauteurs variables :  une petite fenêtre aux piédroits incurvés, une fenêtre au balcon et à l'encadrement richement orné (voir plus haut) et une fenêtre plus simple.

#### Ancienne aile ouest de l'Hôtel van Eetvelde
La travée large de la façade Palmerston (ancienne aile ouest de l'Hôtel van Eetvelde intégrée à la maison de rapport en 1920) commence par un avant-corps (élément en saillie) percé, au ras du sol, d'une large fenêtre de sous-sol composée de trois compartiments séparés par des colonnettes en fer. Ces colonnettes se terminent par de petits chapiteaux métalliques qui supportent un arc en anse de panier qui n'est pas légèrement brisé, au contraire des autres arcs de l'immeuble.
Cet avant-corps est surmonté d'une terrasse dont les côtés sont reliés de façon très souple d'un côté au porche et de l'autre à la façade de l'Hôtel van Eetvelde. Cette terrasse est précédée d'un garde-corps en fer forgé.
Derrière cette terrasse prend place une grande baie tripartite surmontée d'une plaque métallique destinée à masquer un store ou un volet et ornée d'un motif en fer forgé représentant une libellule.
Le deuxième étage est percé d'une vaste baie tripartite prolongée dans sa partie supérieure par deux petites baies latérales qui donnent à l'ensemble une forme de T. Les baies latérales sont séparées de la baie principale par des colonnettes en fonte.

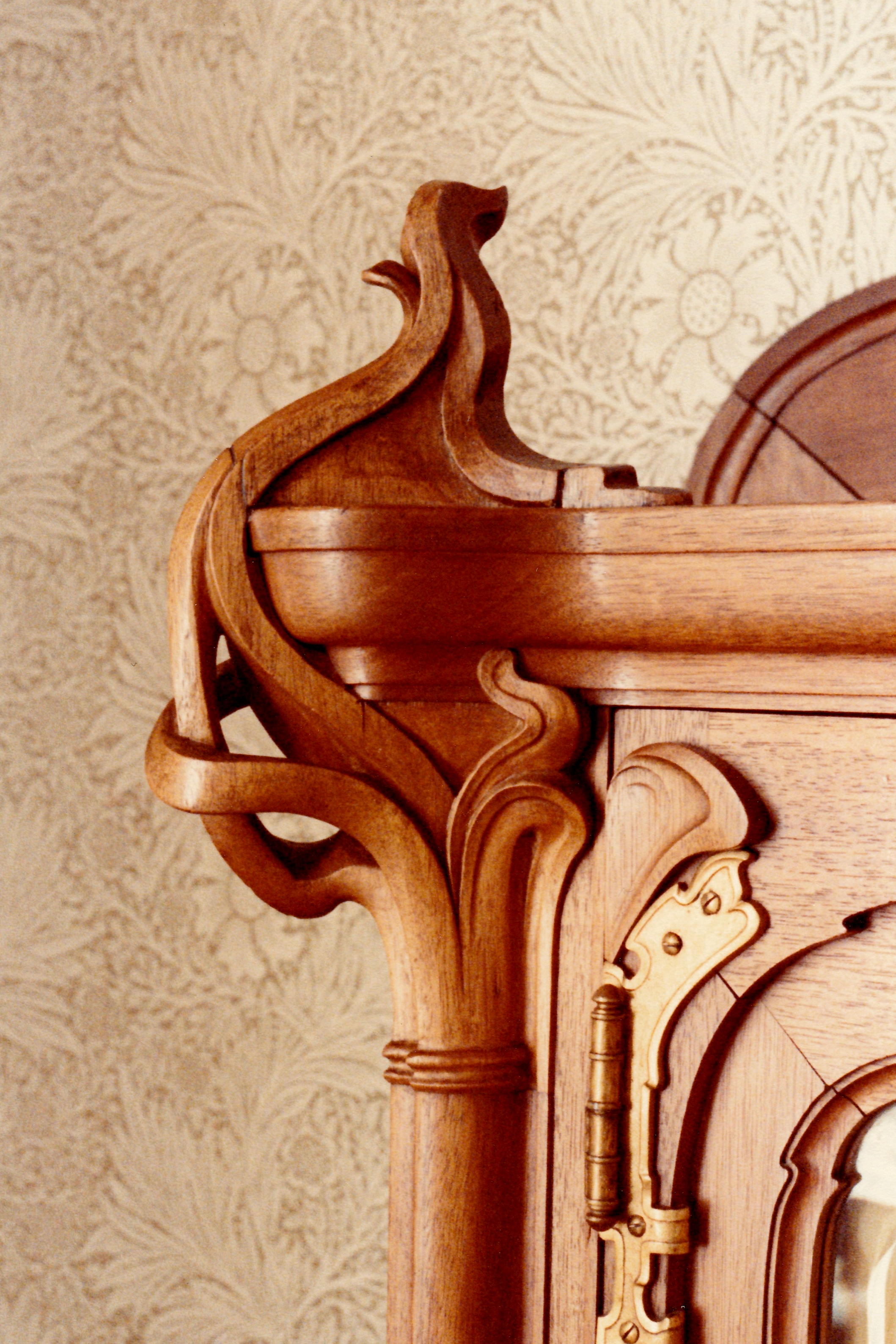
Décoration intérieure.
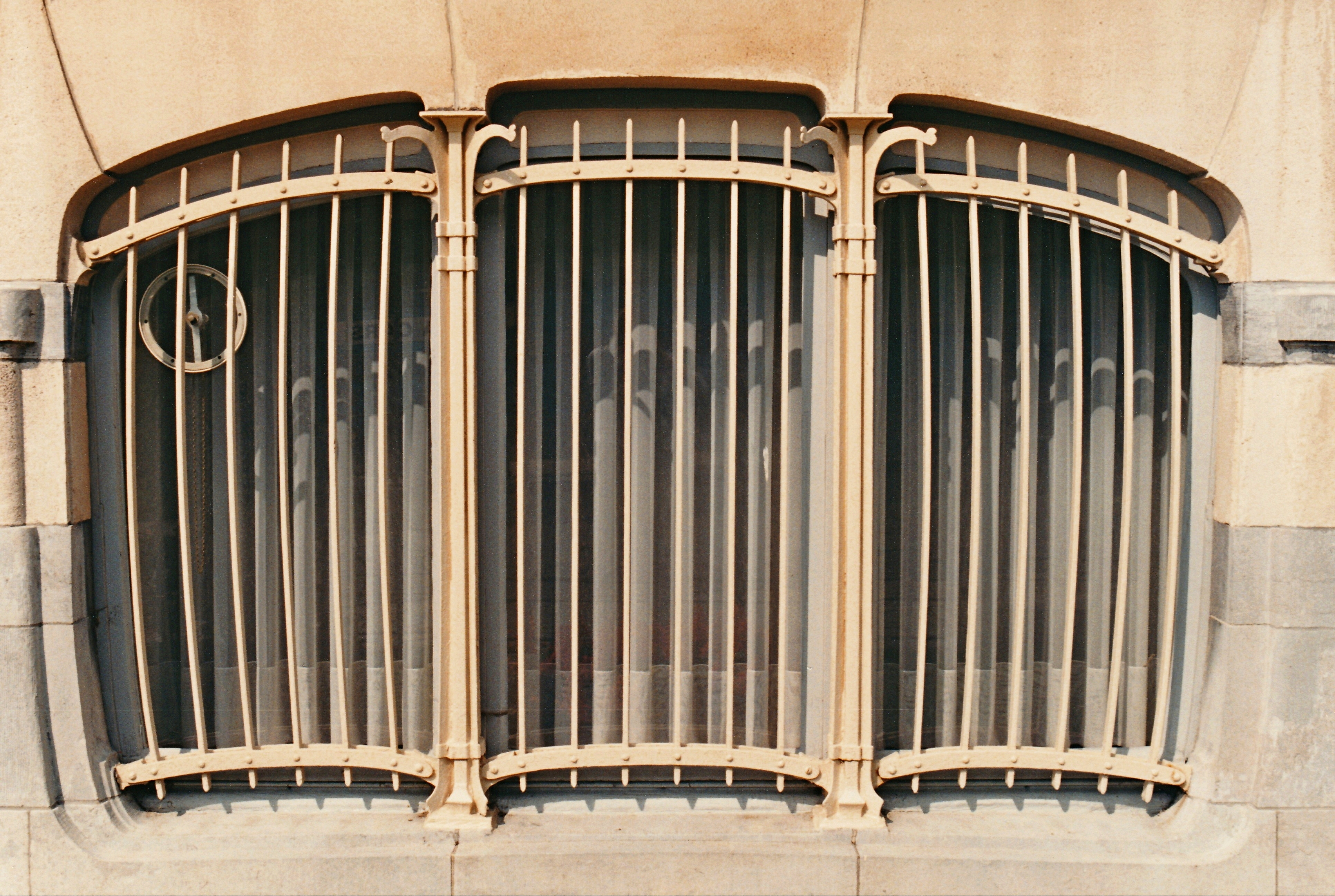
Fenêtre de sous-sol.
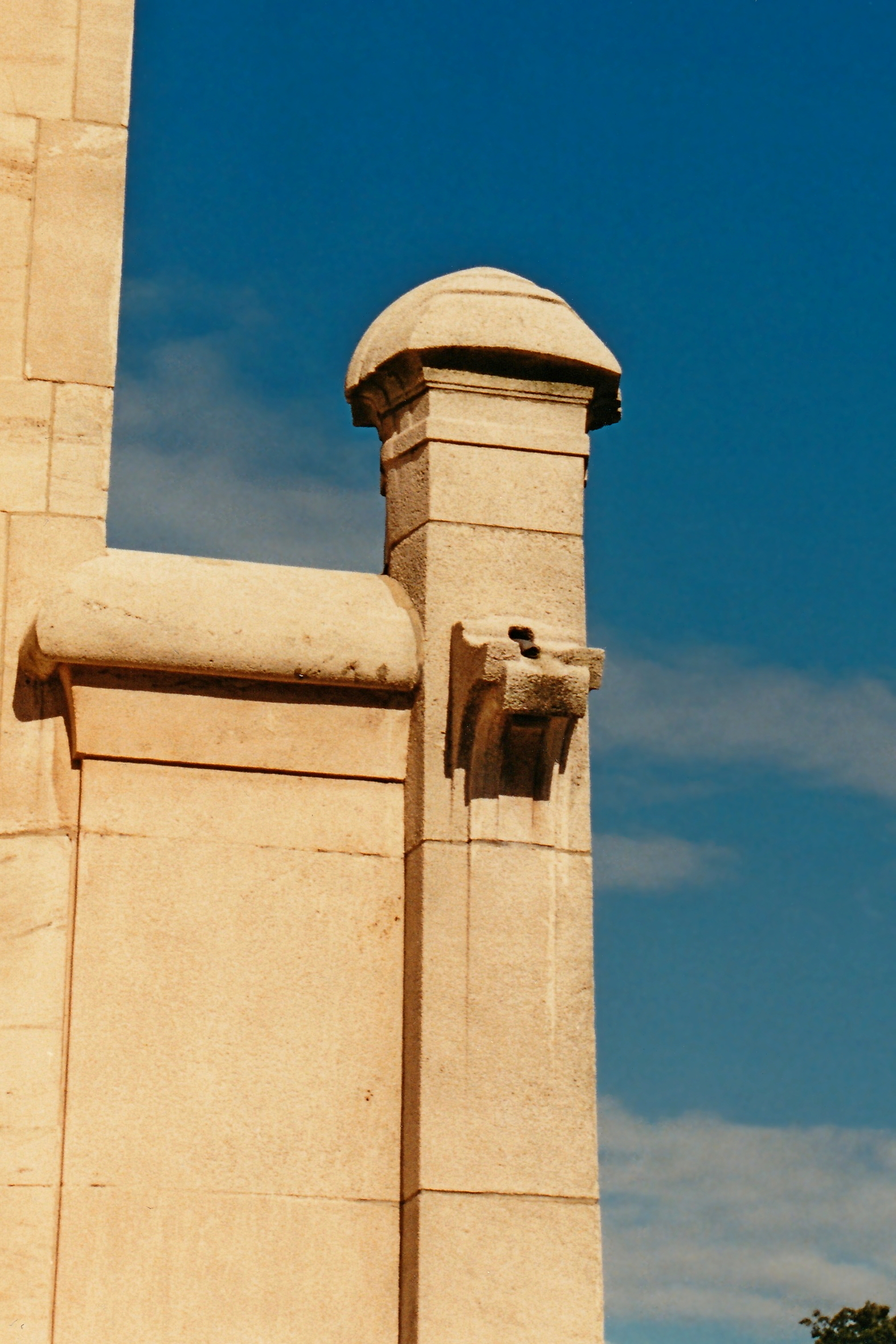
Couronnement de pilier.

### Façade du square Marie-Louise
La façade du square Marie-Louise présente trois travées de quatre niveaux, dont un situé au ras du sol.
Cette façade offre un élégant jeu de volumes consistant en deux oriels asymétriques par leur forme, leur hauteur et le nombre de leurs baies.
La travée de droite présente un remarquable oriel triangulaire qui s'étend du rez-de-chaussée au dernier étage. Cet oriel présente une décoration de plus en plus riche au fur et à mesure que l'on monte. Le rez-de-chaussée est percé de deux fenêtres jumelées peu ornées, le premier étage de deux fenêtres jumelées avec piédroits, sommiers et arc sculptés comme décrit plus haut mais la décoration de l'oriel au dernier étage est exceptionnelle : l'oriel est percé à ce niveau d'une fenêtre double dont les deux pans, séparés par une colonnette en fonte, sont regroupés sous un puissant arc brisé dont les sommiers sont sculptés de motifs Art nouveau beaucoup plus imposants qu'au premier étage.
La travée de gauche présente pour sa part un oriel au plan en trapèze surmonté d'une terrasse dont le garde-corps est encadré de deux piliers surmontés de pinacles. Sous cet oriel, une porte de garage a été ajoutée en 1920.
|  |  |  |

## Accessibilité
| ___ | Ce site est desservi par la station de métro : Schuman. |